# MAX Light Rail
La MAX Light Rail (IPA: [ɛm-eɪ-ɛks laɪt reɪl]), o meno comunemente Metropolitan Area Express (IPA: [ˌmɛtrəˈpɑlətən ˈɛriə ɪkˈsprɛs]), è la rete metrotranviaria che serve l'area metropolitana di Portland, nello Stato statunitense dell'Oregon. È gestita dalla Tri-County Metropolitan Transportation District of Oregon (TriMet).
La rete è lunga 96,6 km con 97 stazioni e si compone di cinque linee: la linea blu, aperta nel 1986, la verde, aperta nel 2009, la linea arancione, aperta nel 2015, la linea rossa, aperta nel 2001, e la linea gialla, aperta nel 2004.

## La rete
| Linea           | Percorso                                         | Apertura | Ultima estensione | Lunghezza | Stazioni |
| --------------- | ------------------------------------------------ | -------- | ----------------- | --------- | -------- |
| Linea blu       | Hillsboro ↔ Gresham                              | 1986     | 1998              | 52,6 km   | 51       |
| Linea verde     | Clackamas ↔ Portland State University            | 2009     | 2012              | -         | 29       |
| Linea arancione | Union Station ↔ Milwaukie                        | 2015     | -                 | 11,7 km   | 17       |
| Linea rossa     | Beaverton ↔ Aeroporto Internazionale di Portland | 2001     | -                 | 41,0 km   | 29       |
| Linea gialla    | Expo Center ↔ Portland State University          | 2004     | 2009              | 9,3 km    | 21       |